# 立花大敬
立花 大敬（たちばな だいけい、1948年 - ）は、日本の教育者・禅者。1948年大阪府生まれ。大阪大学にて生物工学を研究。19歳（大学在学中）で禅に入門。以後、曹洞宗、臨済宗の諸老師に指導を受けてきた。42歳で天命を知る。48歳で≪しあわせ通信≫を開始。著述、講演活動を展開中。

## 概要
経済界や教育界、精神世界の分野など、各分野の一流から支持を集める禅の達人。大阪大学にて生物工学を研究。19歳(大学在学中)で禅に入門。以降、曹洞、臨済等の諸老師に指導を仰ぎ、42歳で天命を知る。45歳にして初めて定職（高校 物理教師）に就き、着任１年目から指導した生徒たちが全国模試の物理で学校別１位の成績をとるなどの偉業を成し遂げる。20年以上にわたって「元気アップ禅の会」で実践指導を続けながら、人類が一番幸せな世界をつくることに力を注いでいる。

## 略歴
- 大阪府生まれ。
- 大阪大学　卒業。
- 19歳（大学在学中）で禅に入門
- 42歳で天命を知る
- 45歳にして初めて定職（高校教師）に就任
- 48歳でしあわせ通信を開始
- 49歳【元気アップ禅の会】で禅を通して月一回の指導を始める。

## 人物
- 19歳から禅の世界に入門し、曹洞宗の内山興正師や臨済宗の角倉蘿窓師などに指導を受ける。1993年~は東京大学・理科3類などの超難関に多くの生徒を進学させている久留米大学附設高校の物理の教師。その後、同校の教頭職も務めた。1996年から刊行する『しあわせ通信』シリーズ(本心庵)が、斎藤一人氏や船井幸雄氏等の識者に高い評価を得ている。20年にわたり『元気アップ禅の会』で実践指導に携わる。2016年の定年退職を機に、全国をめぐり、講演や禅の指導の活動をスタート。

## 講演家YouTuber
講演の様子が動画と音声のみでYouTubeに公開している。

## 著書
- 『天界の禅者大いに語る : 正法眼蔵・法華経・古神道の真髄』潮文社、1989.6、ISBN 4-8063-1202-9
- 『悟 : 限りなき豊穣・正法眼蔵の世界』潮文社、1989.12、ISBN 4-8063-1208-8
- 『禅 : 自分が変わり世界が変わる』潮文社、1990.5、ISBN 4-8063-1210-X
- 『禅の達人たち : 禅問答・碧巌録を読む』潮文社、1991.5、ISBN 4-8063-1220-7
- 『心はゴムひも!? : 《しあわせ通信》第一集』本心庵、1997.10、ISBN 978-4-93910809-9
- 『神様の壺：《しあわせ通信》第二集』本心庵、1998.4、ISBN 4-93910812-0
- 『あなたの夢を実現する人生飛行術（講演録 1）』本心庵、1999.5、
- 『一冊まるごと大敬さん : 本心庵通信別冊』本心庵、	1999.10、
- 『ひとついのち：《しあわせ通信》第三集』本心庵、2000.10、ISBN 4-93910806-6
- 『お日さまの教え：《しあわせ通信》第四集』本心庵、2003.1、ISBN 4-93910808-2
- 『楽々いのち 延命十句観音経《しあわせ通信》第五集』本心庵、2004.1、ISBN 4-93910810-4
- 『花咲か人生 あったか心の成功術《しあわせ通信》第六集』本心庵、2006.12、ISBN 978-4-93910813-6
- 『大宇宙合格! 自分が自分でおめでとうの巻《しあわせ通信》第七集』本心庵、2007.12、ISBN 978-4-93910813-6
- 『法華経講義 湧喜をもって踏み出すために《しあわせ通信》第八集』本心庵、2011.10、ISBN 978-4-93910817-4
- 『大丈夫・そのまま! 自分が自分に帰る旅《しあわせ通信》第九集』本心庵、2014.2、ISBN 978-4-93910826-6
- 『大敬詩集』本心庵、2014.6、ISBN 978-4-93910825-9
- 『2万人の人生を変えた23通の手紙』イーストプレス、2015.4、ISBN 978-4-78161321-5
- 『私って最高! 自己否定の罠から抜け出すために《しあわせ通信》第十集』本心庵、2016年
- 『劇的に運がよくなるお経本 般若心経・延命十句観音経篇』KADOKAWA、2017.3、ISBN 978-4-04-892856-4
- 『開運！まいにち神様　大祓詞で最強の「お清め」』KADOKAWA、2017.8、ISBN 978-4-04-893323-0
- 『くじけない力 : 宮澤賢治も信じた法華経「自己肯定」の教え』KADOKAWA、2018.1、ISBN 978-4-04-893564-7
- 『絵本版　般若心経』元気アップ禅の会
- 『大敬ひめくり』元気アップ禅の会
- 『古事記開運法　日本最古の書からの真のメッセージを知れば、神様はあなたを助けられる！』KADOKAWA、2019.10、ISBN 978-4-04-912031-8
- 『あなたに起こることは、すべて宇宙のはからい : 現成公案読解』	Total health design、2022年4月、ISBN 978-4-90702624-0